# Observatorul McDonald

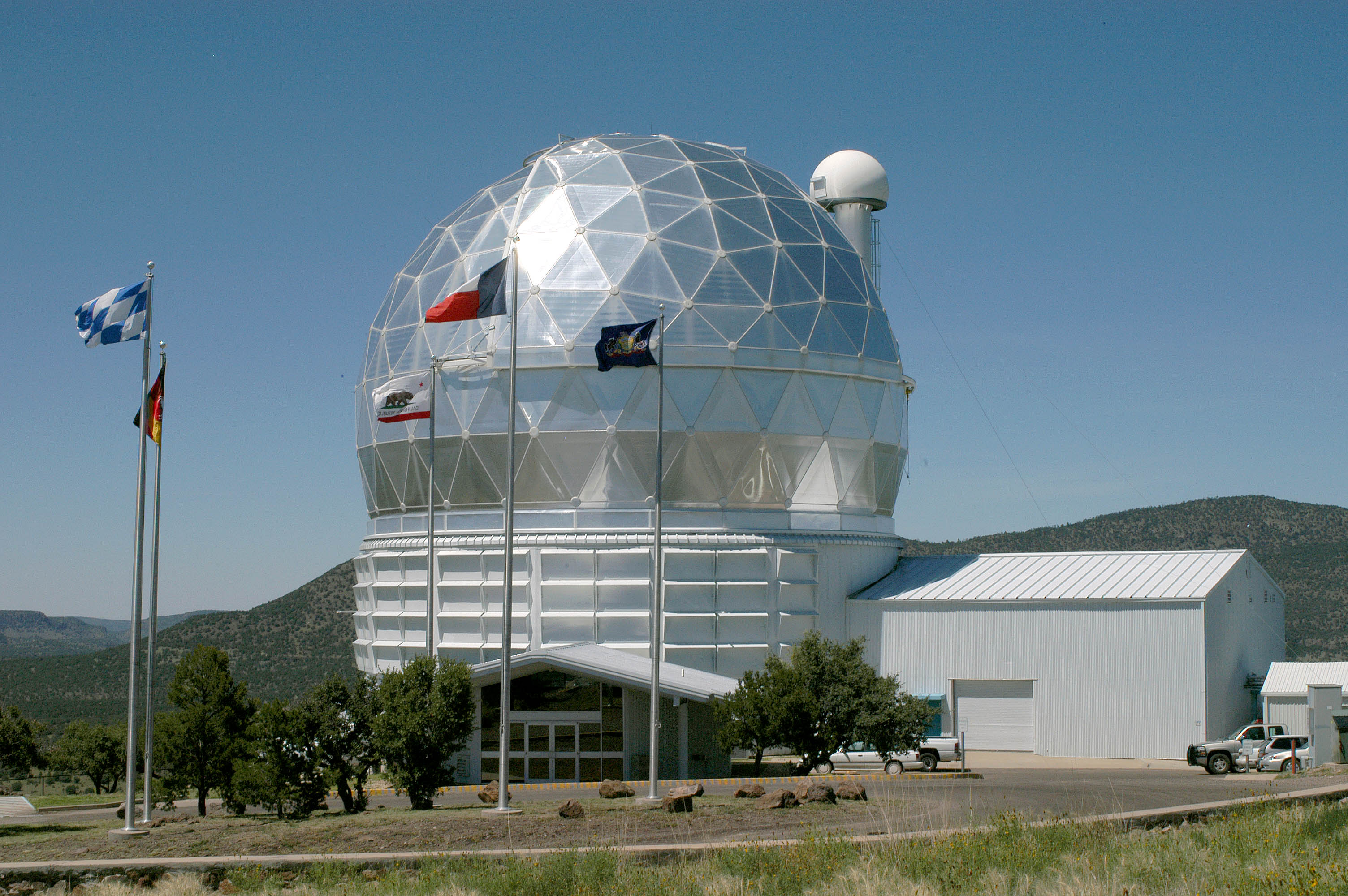
Domul telescopului Hobby-Eberly de 9,2 m. Găzduieşte unul dintre cele mai mari telescoape optice din lume.

Observatorul McDonald (în engleză McDonald Observatory) este un observator astronomic aflat lângă Fort Davis,  comitatul Jeff Davis, Texas, Statele Unite. Acesta se află pe Muntele Fowlkes și Muntele Locke din Munții Davis în Texasul de vest.
A fost numit după bancherul din Paris, Texas, William Johnson McDonald.
Observatorul este proprietatea Universității Texas din Austin și este finanțat de această universitate. El este echipat cu o gamă largă de instrumente pentru achiziția de imagini și pentru spectroscopie în spectrele vizibil și infraroșu. McDonald lucrează îndeaproape cu departamentul de astronomie al Universități Texas din Austin beneficiind și de autonomie administrativă. Observatorul McDonald produce StarDate, o emisiune radio de astronomie prezentată de Sandy Wood și difuzată pe mai multe posturi radio din SUA în limbile engleză și spaniolă.
Telescopul Otto Struve și telescopul Harlan J. Smith se află pe Muntele Locke la o altitudine de 2.070 m. Telescopul Hobby-Eberly, inaugurat la începutul lui 1997, se află pe vârful Muntelui Fowlkes la 2.030 m peste nivelul mării.